# イリオモテヌマエビ
イリオモテヌマエビ（西表沼蝦、学名: Neocaridina iriomotensis）は、十脚目ヌマエビ科に分類されるエビの一種。西表島の固有種である。

## 特徴
体長は2.0mm程度。額角下縁に0 - 3 歯 (普通0 - 2)を有するが、額角上縁には歯を有しないことが多く、イシガキヌマエビとの判別は容易である。形態的な特徴から、中国に生息する Neocaridina palmata に近縁と考えられている（ミトコンドリアDNAによる解析ではない）。

## 生態
河川上流域の清流に生息する。なお、2018年時点で確認されているのは仲間川のみである。陸封型であることやゾエア期がなく子エビの状態で生まれることは、カワリヌマエビ属共通の事項である。

## 保全状態
- 準絶滅危惧（NT）（環境省レッドリスト）

なお、西表島および石垣島に生息するとされてきた「コツノヌマエビ ( Neocaridina brevirostris ) 」は、2006年に本種が環境省レッドリストに記載された際にリストから除外されており、沖縄県も琉球列島に分布するカワリヌマエビ属を本種とイシガキヌマエビの2種としている。従って、少なくとも環境行政上は西表島唯一のカワリヌマエビ属として扱われている。